# Атанас Смирнов
Атанас Стефанов Смирнов е български поет, преводач и общественик.

## Биография
Роден е на 5 септември 1909 г. в Дряново. През 1928 г. завършва Педагогическото училище в Казанлък.
Сътрудник е на вестниците „Кормило“, „Мисъл и воля“, „Литературен преглед“, „Литературни новини“. Редактор е на вестник „Светлоструй“. От 1939 до 1944 г. е редактор на литературната страница на вестник „Дряновски глас“ и вестник „Пробуда“. 35 години е секретар на читалище „Развитие“ в Дряново. Основава културните празници „Поезия и песен на Балкана“.
Превежда научнофантастични повести и исторически романи от руски език. Член е на Съюза на българските писатели.
Умира на 26 февруари 1976 г.

## Посмъртно признание
На негово име е учреден национален литературен конкурс.

## Творчество
През 1928 г. във вестник „Глобус“ отпечатва стихотворението „Слънчева песен“. По-значими негови стихосбирки са:
- „Кръгозор“ (1933)
- „Колибарски химни“ (1964)
- „Далечно ехо“ (1968)
- „Избрани стихотворения“ (1969)
- „Ранна светлина“ (1969)